# Spitzmaus-Kleintenrek
Der Spitzmaus-Kleintenrek (Microgale soricoides) oder Spitzmaus-Kleintanrek ist eine Säugetierart aus der Gattung der Kleintenreks innerhalb der Familie der Tenreks. Sowohl der wissenschaftliche als auch der Trivialname beziehen sich auf die allgemein spitzmausartige Gestalt mit spindelförmigen Körper und langschmalen, vorn spitz zulaufenden Kopf. Aber auch das vordere Gebiss, das ein wenig von anderen Kleintenreks abweicht, ähnelt dem der Spitzmäuse. Die Tiere sind im östlichen Madagaskar verbreitet und bewohnen Wälder in mittleren und höheren Gebirgslagen. Möglicherweise leben sie baumkletternd, ihre Lebensweise ist aber weitgehend unerforscht. Die Art wurde 1993 wissenschaftlich eingeführt. Ihr Bestand wird als nicht bedroht eingestuft.

## Merkmale

### Habitus
Der Spitzmaus-Kleintenrek ist ein mittelgroßer Vertreter der Kleintenreks. Bei neun vermessenen Tieren aus dem Nationalpark Andasibe-Mantadia im zentralen Teil Madagaskars betrug die Kopf-Rumpf-Länge 7,7 bis 8,6 cm und die Schwanzlänge 8,0 bis 8,8 cm. Dagegen wiesen elf Individuen vom Anjanaharibe- und vom Marojejy-Massiv im Norden der Insel eine Kopf-Rumpf-Länge von 8,5 bis 10,3 cm und eine Schwanzlänge von 8,4 bis 10,1 cm auf. Das Körpergewicht variierte von 16 bis 24,5 g. Bei acht Tieren aus dem Anosyenne-Gebirge im Südosten Madagaskars lagen die entsprechenden Werte bei 7,9 bis 8,9 cm, bei 9,1 bis 10,1 cm und bei 14 bis 22 g. Es handelt sich insgesamt um kräftig gebaute Tiere mit einem im Vergleich zum übrigen Körper gleich langen oder geringfügig längeren Schwanz. Wie aller Vertreter der Kleintenreks besitzt auch der Spitzmaus-Kleintenrek einen spindelförmigen Körper mit kräftigen, kurzen Gliedmaßen und einen langschmalen Kopf mit zugespitzter Schnauze. Die Ohren werden 12 bis 17 mm lang. Das Rückenfell ist weich und von brauner Farbgebung, teilweise liegt ein grauer Einschlag vor. Die Einzelhaare sind auf etwa sieben Achtel ihrer Länge grau gefärbt, die Spitzen erscheinen hell gelblichbraun. Leithaare werden etwas länger und heben sich durch ihre schwarze Färbung hervor. Der Bauch ist meist gelblichbraun getönt. Hier haben Einzelhaare graue Basen und hell gelblichbraune, manchmal auch rötlichbraune Spitzen. An den Seiten geht die Färbung des Rückens in die der Unterseite über. Der Schwanz ist auf der Oberseite graubraun, auf der Unterseite etwas heller. Bei einigen Individuen zeigt er sich deutlich zweifarbig, die Spitze kann mitunter auch weißlich sein. Hände und Füße verfügen über je fünf krallenbewehrte Strahlen. Ihre Oberseiten haben eine gelblichbraune Färbung, die Finger- und Zehenglieder sind heller. Die Länge des Hinterfußes schwankt von 16,7 bis 18,5 mm. Bei Weibchen befinden sich null bis zwei Zitzenpaare in der Brust- und/oder Bauchgegend sowie ein bis zwei Paare in der Leistengegend.

### Schädel- und Gebissmerkmale
Der Schädel ist moderat groß und robust, seine größte Länge liegt bei 25,1 bis 26,7 mm, die größte Breite am Hirnschädel bei 10,8 bis 12,7 mm. Das Rostrum hat einen eher breiten Bau und ist weniger stark ausgezogen, der gesamte hintere Schädelabschnitt wirkt sehr kurz, wölbt sich aber markant auf. Im Gegensatz zu zahlreichen anderen Kleintenreks übertrifft der Mittelkieferknochen  den Oberkiefer an Größe. Der Jochbogen ist nicht geschlossen, der vordere Bogenansatz am Oberkiefer steht in einem Winkel von etwa 90° ab. Der relativ kräftige Unterkiefer besitzt einen breiten und hohen Kronenfortsatz. Dessen Vorder- und Hinterkanten verlaufen eher nach außen gewölbt. Das Foramen mentale liegt unterhalb des zweiten Prämolaren (P3). Das Gebiss ist leicht reduziert, es umfasst 40 Zähne mit folgender Zahnformel: {\displaystyle {\frac {3.1.3.3}{3.1.3.3}}}. Im oberen Gebiss treten zwischen dem vordersten Schneidezahn und dem letzten Prämolar markante Diastemata auf, so dass die Zähne keine geschlossene Reihe bilden. Der gesamte Aufbau des vorderen Gebisses zeigt auffallende Unterschiede zu dem anderer Kleintenreks. Die jeweils vorderen oberen und unteren Schneidezähne sind sehr groß, der untere wird bis zu 3,5 mm lang und übertrifft dadurch die nachfolgenden Zähne deutlich. Sie sind auch vergleichsweise größer als bei anderen mittelgroßen Kleintenreks wie etwa dem Dobson-Kleintenrek (Nesogale dobsoni) oder dem Thomas-Kleintenrek (Microgale thomasi). Zudem ragen sie leicht nach vorn (proodont). Die nachfolgenden Schneidezähne werden jeweils kleiner als der vorangehende, der Eckzahn des oberen Gebisses erreicht wiederum die Höhe des zweiten Incisivus. Alle vorderen Zähne weisen zusätzliche Höckerchen auf den Zahnkronen auf. Der vorderste Prämolar (P2) ist sowohl im oberen als auch im unteren Gebiss sehr klein ausgebildet, was ebenfalls einen auffallenden Unterschied zu anderen Kleintenreks darstellt. Die Molaren weisen ein typisch zalambdodontes Kauflächenmuster mit drei Haupthöckerchen auf. Im übrigen Aufbau gibt es kaum Abweichungen zu den anderen Kleintenreks. Der hinterste obere Backenzahn ist in seiner Größe deutlich reduziert. Die Länge der oberen Zahnreihe variiert zwischen 12,1 und 13 mm.

## Verbreitung

Verbreitungsgebiet des Spitzmaus-Kleintenreks

Der Spitzmaus-Kleintenrek ist endemisch auf Madagaskar verbreitet. Er bewohnt ein relativ großes Gebiet, das sich als mehr oder weniger breiter Streifen von Nord nach Süd über den östlichen Teil der Insel zieht. Dort ist er in den feuchten Regenwäldern und Hartlaubwäldern der mittleren und höheren Gebirgslagen anzutreffen. Die Höhenverbreitung reicht von 750 bis 1990 m. Bedeutende Lokalitäten, an denen der Spitzmaus-Kleintenrek auftritt, befinden sich von Nord nach Süd am Tsaratanana-Massiv in der Provinz Mahajanga, am Anjanaharibe-Massiv und am Marojejy-Massiv, beide in der Provinz Antsiranana gelegen, in den Bergländern des Nationalparks Mantadia Andasibe in der Provinz Toamasina, im Waldkorridor von Anjozorobe-Angavo im Grenzgebiet der Provinzen Toamasina und Antananarivo, im Waldgebiet von Ranomafana und im Andringitra-Gebirge in der Provinz Fianarantsoa sowie im Anosyenne-Gebirge in der Provinz Toliara. Isoliert von diesem Hauptverbreitungsgebiet ist ein weiteres Vorkommen im Waldgebiet von Tsinjoarivo südlich der madagassischen Hauptstadt Antananarivo in der gleichnamigen Provinz belegt. In seinem Verbreitungsgebiet kommt der Spitzmaus-Kleintenrek mit mehreren anderen Kleintenreks sympatrisch vor, so mit dem Kleinen Langschwanz-Kleintenrek (Microgale longicaudata), dem Cowan-Kleintenrek (Microgale cowani), dem Zwergkleintenrek (Microgale parvula) oder dem Nacktnasen-Kleintenrek (Microgale gymnorhyncha). Aufgrund der bisherigen Beobachtungen ist die Art relativ häufig.

## Lebensweise
Die Lebensweise des Spitzmaus-Kleintenreks ist bisher nur ungenügend erforscht. Die Tiere sind waldbewohnend. Sowohl im Anosyenne-Gebirge als auch im Andringitra-Gebirge wurde jeweils ein Individuum im Gehölz in zwei Metern Höhe über dem Erdboden registriert, was auf eine gewisse baumkletternde Befähigung hinweist. Die langen vorderen Schneidezähne lassen eine fleischbasierte Ernährung vermuten, einzelne in Fallen gefangene Tiere wurden beim Fressen von kleineren Vertretern der Kleintenreks beobachtet. Dem gegenüber legen Isotopenuntersuchungen an Tieren aus dem Waldgebiet von Tsinjoarivo eine insektenfressende Ernährungsweise nahe. Trächtige Weibchen fanden sich bisher nur im November bei Untersuchungen im Anosyenne-Gebirge und am Marojejy-Massiv. Diese trugen zwei bis drei Embryos von 17 bis 23 mm Länge. Äußere Parasiten sind mit Flöhen der Gattung Paractenopsyllus und mit Zecken der Gattung Ixodes nachgewiesen, innere mit dem Einzeller Eimeria.

## Systematik
Der Spitzmaus-Kleintenrek ist eine Art aus der Gattung der Kleintenreks (Microgale) innerhalb der Familie der Tenreks (Tenrecidae). Dabei bilden die Kleintenreks zusammen mit den Reiswühlern (Oryzorictes) und den Vertretern der Gattung Nesogale die Unterfamilie der Reistenreks (Oryzorictinae). Außerdem stellen die Kleintenreks mit mehr als 20 Arten das formenreichste Mitglied der Tenreks dar. Sie werden aufgrund einiger morphologischer Merkmale auch als eher ursprünglich innerhalb der Familie angesehen. Molekulargenetischen Analysen zufolge entstand die Gattung bereits im Unteren Miozän vor etwa 16,8 Millionen Jahren, daraufhin diversifizierte sie sich sehr stark. Bei den heutigen Vertretern sind Anpassungen an verschiedene Lebensweisen bekannt, so kommen teils unterirdisch grabende, oberirdisch lebende beziehungsweise baumkletternde und wasserbewohnende Formen vor. Der überwiegende Teil der Kleintenreks lebt in den feuchten Wäldern des östlichen Madagaskars, einige wenige Arten kommen auch in den trockeneren Landschaften des westlichen Inselteils vor. Innerhalb der Gattung lassen sich sowohl morphologisch als auch genetisch verschiedene Verwandtschaftsgruppen nachweisen. Der Spitzmaus-Kleintenrek ähnelt äußerlich stark dem Thomas-Kleintenrek (Microgale thomasi) und dem Cowan-Kleintenrek (Microgale cowani), aus genetischer Sicht bildet er das Schwestertaxon einer Klade bestehend aus dem Blassen Kleintenrek (Microgale fotsifotsy) und dem Nasolo-Kleintenrek (Microgale nasoloi).
Unterarten des Spitzmaus-Kleintenreks sind nicht bekannt. Allerdings bestehen regional einzelne Unterschiede. So sind beispielsweise Tiere aus dem im Süden gelegenen Andringitra-Gebirge durchschnittlich etwas größer als die aus dem Nationalpark Mantadia Andasibe im zentralen Teil der Insel.
Die wissenschaftliche Erstbeschreibung des Spitzmaus-Kleintenreks wurde von Paulina D. Jenkins im Jahr 1993 erstellt. Jenkins verwendete dabei neun Individuen aus dem Nationalpark Mantadia Andasibe in der Provinz Toamasina. Die Typuslokalität liegt 15 km nördlich von Perinet und besteht aus primärem Regenwald in einer Höhenlage von 1100 bis 1150 m über dem Meeresspiegel. Der von dort stammende Holotyp umfasst ein ausgewachsenes Männchen, das Mitte April 1991 von Christopher J. Raxworthy zusammen mit den acht anderen Individuen aufgesammelt worden war. Das Artepitheton soricoides setzt sich aus dem Familiennamen Soricidae für die Spitzmäuse (abgeleitet vom wissenschaftlichen Gattungsnamen Sorex für die Rotzahnspitzmäuse) und der griechischen Nachsilbe -οειδής (-oeidḗs) für „ähnlich“ zusammen. Er bezieht sich dabei einerseits auf die generelle Ähnlichkeit in der Körperform zu den Spitzmäusen, andererseits auf die extrem großen vorderen Schneidezähne, die ähnlich auch bei den Dickschwanzspitzmäusen und den Weißzahnspitzmäusen auftreten.

## Bedrohung und Schutz
Größere Bedrohungen für den Bestand des Spitzmaus-Kleintenreks sind nicht bekannt. In den niedrigeren Gebirgslagen hat lokal die Waldzerstörung durch Ackerbau und Holzeinschlag Einfluss auf die Bestände, was zur Fragmentierung der Landschaften führt. Aufgrund der weiten Verbreitung und der angenommenen großen Gesamtpopulation stuft die IUCN die Art in die Kategorie „nicht bedroht“ (least concern) ein. Sie ist in zahlreichen Naturschutzgebieten vertreten, beispielsweise im Nationalpark Andringitra, im Nationalpark Ranomafana, im Nationalpark Andohahela, im Nationalpark Mantadia Andasibe und im Nationalpark Marojejy. Für die Erhaltung des Spitzmaus-Kleintenreks sind tiefergehende Untersuchungen zu seiner tatsächlichen Verbreitung und zur Größe der Population notwendig.